# 暗绿紫堇
暗绿紫堇（学名：Corydalis melanochlora）为罂粟科紫堇属下的一个种。

## 扩展阅读
- 維基物種上的相關：暗绿紫堇